# Centaurworld
Centaurworld é uma série de animação estadunidense de comédia musical criada por Megan Nicole Dong, com canções compostas por ela e Dominic Bisignano. Produzida pela Sketchshark Productions e pela Netflix Animation, estreou na Netflix em 30 de julho de 2021.

## Sinopse
A série segue uma égua mal-humorada que é transportada de seu mundo em guerra para uma terra estranha habitada por vibrantes centauros cantores de todas as espécies, formas e tamanhos. 

## Produção
A série foi anunciada em setembro de 2019.

## Personagens

### Principais
- Égua (Horse no original), uma égua de guerra corajosa que é separada da sua cavaleira e acaba na dimensão mágica do Mundo dos Centauros.
- Wammawink (Lindaura no Brasil), uma centauro alpaca que vivia no Vale dos Centauros antes de acompanhar Égua na sua viagem.
- Zulius (Zé Luiz no Brasil), um centauro zebra extravagante que tem o poder de mudar a forma da sua crina.
- Ched (Tico no Brasil), um centauro ave que guarda rancor com a Égua.
- Glendale (Glenda em Portugal, Gazelda no Brasil), uma centauro gazela-girafa neutórica e cleptomaníaca que consegue guardar uma quantidade infinita de objetos numa dimensão escondida no seu estômago.
- Durpleton (Demétrio em Portugal, Pescoço no Brasil), um centauro girafa ingénuo e amigável. Ele é o mais gentil do rebanho.
- Rider (Cavaleira no Brasil) uma guerreira humana e a melhor amiga da Égua, a quem foi atribuída a tarefa de dar ao seu general um artefacto mágico para salvar o seu mundo de uma horda invasora de minotauros.

### Secundárias
- Waterbaby (Bebé de Água em Portugal, Bebêpótamo no Brasil), uma centauro hipopótamo, uma das xamãs do Mundo dos Centauros e a mentora de Wammawink.
- Mulher Misteriosa, (Mysterious Woman no original) uma humana que erra pelo Mundo dos Centauros com capacidades mágicas e um passado com o Nowhere King.
- Nowhere King (Rei do Nada em Portugal, Rei de Lugar Nenhum no Brasil), uma criatura monstruosa malvada e sádica que vive preso na Fenda.

## Elenco de voz
| Personagem        | Dublador Estados Unidos | Dublador Brasil              | Dobrador Portugal |
| ----------------- | ----------------------- | ---------------------------- | ----------------- |
| Égua              | Kimiko Glenn            | Lara Suleiman                | Sissi Martins     |
| Wammawink         | Megan Hilty             | Sylvia Salustti              | Vânia Pereira     |
| Glendale          | Megan Dong              | Gabriela Milani              | Solange Santos    |
| Ched              | Chris Diamantopoulos    | Dláigelles Riba              | Pedro Bargado     |
| Durpleton         | Josh Radnor             | Felipe Grinnan               | Tiago Retrê       |
| Zulius            | Parvesh Cheena          | André Sauer                  | Ruben Madureira   |
| Rider             | Jessie Mueller          | Carol Valença                | Soraia Tavares    |
| Waterbaby         | Renée Elise Goldsberry  | Veridiana Benassi            | Ana Vieira        |
| Mulher Misteriosa | Lea Salonga             | Karen Ramalho Letícia Soares | Carla García      |
| Nowhere King      | Brian Stokes Mitchell   | Rodrigo Miallaret            | Pedro Leitão      |

## Episódios

### Resumo
| Temporada | Temporada | Episódios | Episódios | Originalmente lançado |
| --------- | --------- | --------- | --------- | --------------------- |
|           | 1         | 10        | 10        | 30 de julho de 2021   |
|           | 2         | 8         | 8         | 7 de dezembro de 2021 |

### Temporada 1 (2021)
| N.º na série | N.º na temporada | Título | Realizado por             | Escrito por                                    | Storyboard por                                                                   | Lançamento original |
| --- | ---------------- | --- | ------------------------- | ---------------------------------------------- | -------------------------------------------------------------------------------- | ------------------- |
| 1 | 1                | "Olá, Caminho do Arco-Íris (PT)" "Hello Rainbow Road"                                                                          | Megan Nicole Dong         | Jen Bardekoff, Megan Nicole Dong e Jessie Wong | David Au, Dominic Bisignano, Megan Nicole Dong e Jessie Wong                     | 30 de julho de 2021 |
| Égua separa-se de Rider durante uma batalha e acorda num mundo colorido, repleto de criaturas estranhas. Mas onde será que está a sua amiga? |                  | |                           |                                                |                                                                                  |                     |
| 2 | 2                | "Frágeis (PT)" "Fragile Things"                                                                                                | Jen Bennett               | Minty Lewis                                    | Maha Tabikh, David Woo e Louie Zong                                              | 30 de julho de 2021 |
| O rebanho tenta encontrar o caminho para casa. Wammawink encoraja o rebanho a ter cuidado e ir com calma, mas a destemida Égua avança sem medo. |                  | |                           |                                                |                                                                                  |                     |
| 3 | 3                | "A Chave (PT)" "The Key" | Jeremy Polgar             | Jen Bardekoff                                  | Madeleine Flores e Samantha Suyi Lee                                             | 30 de julho de 2021 |
| A Égua conhece a Bebé de Água, uma xamã do Mundo dos Centauros, e descobre mais sobre a chave, um objeto misterioso que o pode levar de volta para junto de Rider. |                  | |                           |                                                |                                                                                  |                     |
| 4 | 4                | "O que Precisas (PT)" "What You Need"                                                                                          | Christina "Kiki" Manrique | Todd Casey                                     | Alexandra Chiu e Chris Pianka                                                    | 30 de julho de 2021 |
| Enquanto procura o próximo pedaço da chave, Égua conduz o rebanho por uma floresta misteriosa para ver as árvores xamãs. Elas concedem desejos, mas há um senão. |                  | |                           |                                                |                                                                                  |                     |
| 5 | 5                | "O Momento para Me Esconder (PT)" "It's Hidin' Time"                                                                           | Katie Shanahan            | Ryan Harer                                     | Charlie Bryant, Quinne Larsen e David Woo                                        | 30 de julho de 2021 |
| Os amigos encontram abrigo durante uma tempestade... mas não estão sozinhos. Enquanto procuram uma saída, o rebanho descobre estranhas pinturas nas paredes. |                  | |                           |                                                |                                                                                  |                     |
| 6 | 6                | "Buraco: Parte 2 (PT)" "Holes: Part 2"                                                                                         | Jen Bennett               | Amalia Levari e Minty Lewis                    | Maha Tabikh, David Woo e Louie Zong                                              | 30 de julho de 2021 |
| O rebanho segue o Caminho do Arco-Íris até um buraco escuro e profundo, onde um toupeiratauro os leva para a prisão e os informa que terão de enfrentar uma juíza. |                  | |                           |                                                |                                                                                  |                     |
| 7 | 7                | "Concurso Ser Melhor do João Hora do Chá: A Luta pela Faixa (PT)" "Johnny Teatime's Be Best Competition: A Quest for the Sash" | Jeremy Polgar             | Jen Bardekoff                                  | Madeleine Flores e Samantha Suyi Lee                                             | 30 de julho de 2021 |
| Zulius leva o rebanho até ao Vale dos Gatotauros, onde o xamã é adorável mas feroz. Para conseguir um pedaço da chave, Égua tem de se aperaltar para um concurso. |                  | |                           |                                                |                                                                                  |                     |
| 8 | 8                | "Entra no Xamã Baleiataurus (PT)" "Ride the Whaletaur Shaman!"                                                                 | Christina "Kiki" Manrique | Todd Casey                                     | Alexandra Chiu e Chris Pianka                                                    | 30 de julho de 2021 |
| Égua espera encontrar a última xamã na Vila do Povo-Sereia, mas ela está a ficar desanimada e a cada dia que passa fica mais parecida com um centauro. |                  | |                           |                                                |                                                                                  |                     |
| 910 | 910              | "A Fenda (PT)" "The Rift" | Katie ShanahanJen Bennett | Amalia LevariAminder Dhaliwal                  | Charlie Bryant e Quinne LarsenChristine Liu, Maha Tabikh, David Woo e Louie Zong | 30 de julho de 2021 |
| Parte 1: O rebanho chega à Fenda e relembra o tempo que passaram juntos enquanto esperam que a Bebé de Água chegue com o último pedaço da chave.Parte 2: Égua e Rider enfrentam um inimigo assustador. No Mundo dos Centauros, o rebanho ganha coragem para entrar no vazio e lutar pela sua amiga. |                  | |                           |                                                |                                                                                  |                     |

### Temporada 2 (2021)
| N.º na série | N.º na temporada | Título                                                       | Realizado por                                          | Escrito por                                 | Storyboard por | Lançamento original   |
| --- | ---------------- | ------------------------------------------------------------ | ------------------------------------------------------ | ------------------------------------------- | --- | --------------------- |
| 11 | 1                | "A Fortaleza (PT)" "Horsatia Wighair Beansz?"                | Jeremy Polgar                                          | Jen Bardekoff                               | Madeleine Flores, Samantha Suyi Lee e Christine Liu | 7 de dezembro de 2021 |
| Égua tenta organizar um exército para defender o Mundo dos Centauros, mas ninguém está interessado. O rebanho dirige-se ao castelo dos cavalotauros para lhes pedir ajuda. |                  |                                                              |                                                        |                                             | |                       |
| 12 | 2                | "Fãs do Espetáculo (PT)" "All Herd All the Terd"             | Christina "Kiki" Manrique                              | Todd Casey                                  | Alexandra Chiu, Christine Liu e Chris Pianka | 7 de dezembro de 2021 |
| No seu condomínio nas nuvens, os avetauros não perdem pitada do que se passa com o rebanho. Na verdade, Égua e companhia são as suas estrelas de televisão prediletas.     |                  |                                                              |                                                        |                                             | |                       |
| 13 | 3                | "Um Remédio para a Ansiedade (PT)" "My Tummy, Your Hurts"    | Katie Shanahan                                         | Amalia Levari                               | Charlie Bryant, Quinne Larsen e Christine Liu | 7 de dezembro de 2021 |
| Égua tenta recrutar os ferozes friotauros para a sua luta, mas eles capturam Glenda. No mundo dos humanos, Bebé de Água envia uma mensagem a Rider.                        |                  |                                                              |                                                        |                                             | |                       |
| 14 | 4                | "Buraco: Parte 3 (PT)" "Holes: Part 3"                       | Jen Bennett                                            | Aminder Dhaliwal                            | Christine Liu, Maha Tabikh e Louie Zong | 7 de dezembro de 2021 |
| Numa viagem ao subterrâneo, Égua descobre que Rider tem uma magnífica nova montada chamada Becky Maçãs. Seria Rider realmente capaz de substituí-la?                       |                  |                                                              |                                                        |                                             | |                       |
| 15 | 5                | "O Jogo (PT)" "Bunch O' Scrunch"                             | Jeremy Polgar                                          | Jen Bardekoff                               | Madeleine Flores, Samantha Suyi Lee e Sopharra "Sophie" Kim | 7 de dezembro de 2021 |
| Égua descobre que tem o incrível poder de saltar para histórias e, depois de ver as agruras que os seus amigos viveram, acaba por se sentir menos sozinha.                 |                  |                                                              |                                                        |                                             | |                       |
| 16 | 6                | "A Balada de Becky Apples (PT)" "The Ballad of Becky Apples" | Christina "Kiki" Manrique                              | Todd Casey                                  | Alexandra Chiu, Christine Liu e Chris Pianka | 7 de dezembro de 2021 |
| Rider desobedece às ordens do general e ruma ao castelo do Rei do Nada em busca do Artefacto, mas Becky Maçãs, a sua nova égua, não se mostra lá muito cooperante.         |                  |                                                              |                                                        |                                             | |                       |
| 17 | 7                | "A Festarola (PT)" "The Hootenanny"                          | Katie Shanahan                                         | Amalia Levari                               | Charlie Bryant, Quinne Larsen, Christine Liu e Allen Zhang | 7 de dezembro de 2021 |
| Os habitantes do Mundo dos Centauros comparecem em peso na festarola. Mas conseguirá Égua transformar este colorido coletivo num exército intrépido?                       |                  |                                                              |                                                        |                                             | |                       |
| 18 | 8                | "A Última Canção de Embalar (PT)" "The Last Lullaby"         | Jen Bennett, Christina "Kiki" Manrique e Jeremy Polgar | Jen Bardekoff, Todd Casey e Meghan McCarthy | Dominic Bisignano, Charlie Bryant, Alexandra Chiu, Megan Nicole Dong, Madeleine Flores, Quinne Larsen, Samantha Suyi Lee, Christine Liu, Chris Pianka, Maha Tabikh e Louie Zong | 7 de dezembro de 2021 |
| Égua entra na mente do Rei do Nada e descobre a história assustadora do seu passado. Entretanto, Rider e o rebanho elaboram um plano.                                      |                  |                                                              |                                                        |                                             | |                       |

## Lançamento
A série foi lançada na Netflix em 30 de julho de 2021. Um trailer estreou no evento virtual do Festival de Cinema de Animação de Annecy em junho de 2021. Em 7 de dezembro de 2021, estreou a segunda e última temporada.